# Korveta
Korveta (francuski corvette) je naziv za mali, pokretljivi i lako naoružani ratni brod, koji se najčešće koriste za neposrednu obranu obale. Nalazi se u sastavu većine današnjih ratnih mornarica, iako ponekad nije klasificiran pod tim nazivom, pa je primjerice hrvatski naziv za korvetu topovnjača.
Naziv mu potječe od istoimene vrste ratnog broda koja se u doba razvila u 17. stoljeću te predstavljala jedan od standardnih brodova u Dobu jedrenjaka. Tadašnje korvete su postupno nestale iz naoružanja u 19. stoljeću kada su ih zamijenile torpiljarke i monitori.
Moderne korvete su se pojavile tek u Drugom svjetskom ratu kao posebna klasa lakih eskortnih razarača. Danas se po veličini i naoružanju najčešće klasificiraju između fregata i ophodnih brod.
San o gradnji hrvatske korvete, velikog i stožernog ratnog broda HRM-a novi je dugoročni plan razvoja OSRH
. Projektanti okupljeni u zagrebačkoj tvrtki Marine and Energy Solutions dovršili su prošireni idejni projekt hrvatske korvete.

## Vanjske poveznice
- Korveta Hrvatska tehnička enciklopedija, portal hrvatske tehničke baštine. LZMK